# Metanoia (album IAMX)
Metanoia – studyjny album projektu IAMX, wydany 2 października 2015. Fundusze na wydanie płyty zebrano poprzez serwis PledgeMusic.

## Lista utworów
Opracowano na podstawie materiału źródłowego.
| 1.  | „No Maker Made Me”             |  |
|     |                                |  |
| 2.  | „Happiness”                    |  |
|     |                                |  |
| 3.  | „North Star”                   |  |
|     |                                |  |
| 4.  | „Say Hello Melancholia”        |  |
|     |                                |  |
| 5.  | „The Background Noise”         |  |
|     |                                |  |
| 6.  | „Insomnia”                     |  |
|     |                                |  |
| 7.  | „Look Outside”                 |  |
|     |                                |  |
| 8.  | „Oh Cruel Darkness Embrace Me” |  |
|     |                                |  |
| 9.  | „Aphrodisiac”                  |  |
|     |                                |  |
| 10. | „Surrender”                    |  |
|     |                                |  |
| 11. | „Wildest Wind”                 |  |
|     |                                |  |

## Single
Pierwszy singel promujący album, zatytułowany „Happiness”, ukazał się 19 czerwca 2015 w formie downloadu nakładem Metropolis Records. Na „stronę B” wybrano remiks „Happiness” autorstwa Gary'ego Numana. 6 lipca 2015 opublikowano również teledysk do „Happiness”. Reżyserem klipu jest Chris Corner.
Kolejny singel to wydany 25 września 2015 „Oh Cruel Darkness Embrace Me” (również download). 9 października 2015 odbyła się premiera teledysku do tego utworu. Klip wyreżyserowali: Chris Corner i Danny Drysdale.